# Hyptiotes
Hyptiotes là một chi nhện trong họ Uloboridae.

## Hình ảnh

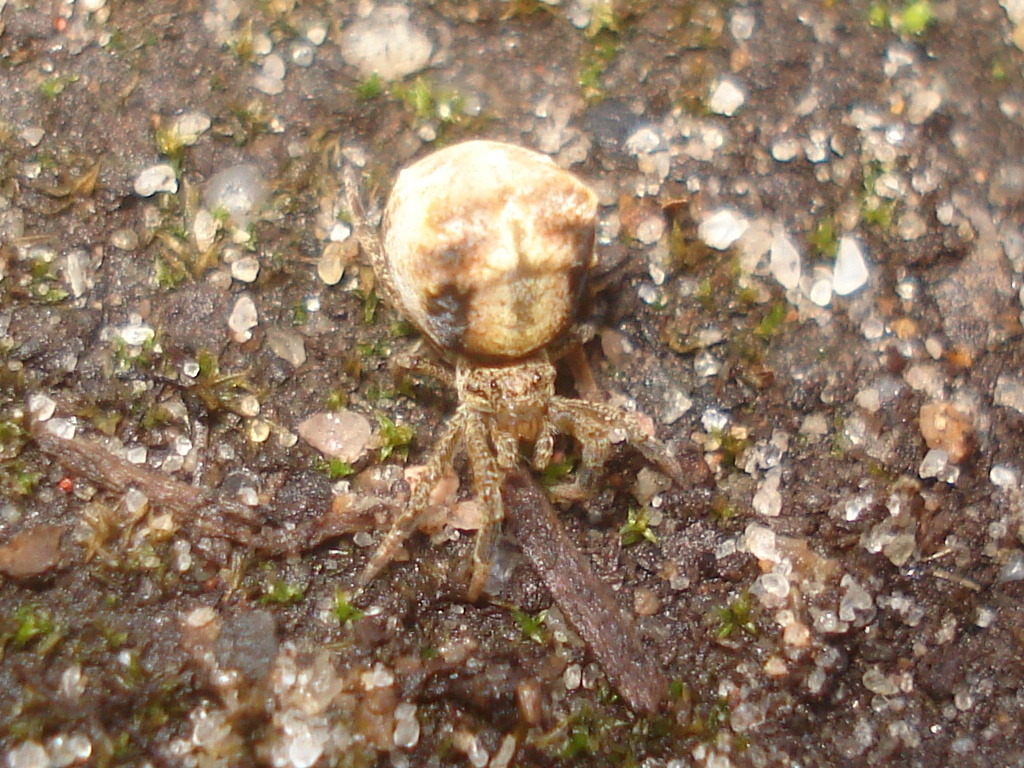